# Kelly Packard
Pour les articles homonymes, voir Packard.
Kelly Packard, de son vrai nom Kelly Chemane Packard, née le 29 janvier 1975 à Glendale, en Californie, aux (États-Unis), est une actrice américaine .

## Biographie

### Jeunesse
Kelly Chemane Packard est née le 29 janvier 1975 à Glendale, en Californie, aux (États-Unis).

## Filmographie
- 1991 : And You Thought Your Parents Were Weird : Halloween Kid #2
- 1991 : Alerte à Malibu (Baywatch) : Joanie (saison 2, épisodes 9 et 10)
- 1992 : Génération musique (série TV) : Tiffani Smith
- 1995 : Attack of the Killer B-Movies : elle-même
- 1995 : Alerte à Malibu (Baywatch) : Beth Campfield (saison 6, épisodes 1 et 2)
- 1997 - 1999 : Alerte à Malibu (Baywatch) : April Giminski (saisons 8 et 9)
- 1997 : La Légende de Bigfoot (Little Bigfoot) : Lanya
- 1998 : Baywatch: White Thunder at Glacier Bay (vidéo) : April Giminski
- 1998 : The World's Greatest Magic 5 (TV) : Girl in Box
- 1999 : Ripley's Believe It or Not! (série TV) : Field Correspondent (unknown episodes)
- 2000 : Get Your Stuff : Jeri
- 2002 : The Killing Point (vidéo) : Lisa Evans
- 2002 : Auto Focus : Dawson's Blond
- 2003 : House Wars (série TV) : Host
- 2010 : My Girlfriend's Boyfriend de Daryn Tufts : Suzy
- 2015 : Harcelée par mon voisin (Stalked by My Neighbor) : Lisa Miller
- 2016 : Freakish (série TV) : Mom (1 épisode)
- 2017 : Better things (série TV) : Trisha (1 épisode)
- 2018 : Family Vanished : Lisa Styles